# ديفيد جاك (موسيقي)
ديفيد جاك (بالإنجليزية: David Jack)‏ هو موسيقي أمريكي، ولد في 20 يناير 1960.

## وصلات خارجية
- الموقع الرسمي